# Claus Brüggemann
Claus Brüggemann ist ein ehemaliger deutscher Footballtrainer und -spieler.

## Leben
Brüggemann gehörte zwischen 1985 und 1989 als Spieler zur Mannschaft der Cologne Crocodiles. Mit der deutschen Nationalmannschaft nahm er 1987 an der Europameisterschaft teil und erreichte dort den zweiten Platz. Er war ab dem zweiten Spieltag der Saison 1991 als Cheftrainer der Cologne Crocodiles tätig, nachdem er zuvor im Spieljahr 1990 als Assistenztrainer fungiert hatte. In den Spielzeiten 1991, 1993 und 1997 führte er die Kölner ins Endspiel um die deutscher Meisterschaft, dort musste man sich jedoch jeweils geschlagen geben. Zeitweilig brachte sich Brüggemann in die Vorstandsarbeit der Cologne Crocodiles ein.